# Gephyrina
Gephyrina is een geslacht van spinnen uit de  familie van de Philodromidae (renspinnen).

## Soorten
- Gephyrina alba Simon, 1895
- Gephyrina albimarginata Mello-Leitão, 1929
- Gephyrina imbecilla Mello-Leitão, 1917
- Gephyrina insularis Simon, 1897
- Gephyrina nigropunctata Mello-Leitão, 1929